# Oscar Casares
Oscar Manuel Casares Cruz ou simplesmente Oscar Casares (Braga, 8 de dezembro de 1977).
Além de artista plástico é criador de alta costura e designer português, graduou-se no Curso Geral de Artes em Braga.

## Infância e juventude
Oscar Casares passou a sua infância na aldeia de Távora Santa Maria. Iniciou o seu percurso académico na primária desta freguesia passando depois para a preparatória de Arcos de Valdevez onde ao sofrer de bullying, viu prejudicada a sua jornada académica devido à falta de concentração. Como consequência, as suas notas desceram, no entanto, destacou-se nas artes manuais.
Marilyn Monroe, foi a primeira figura que o inspirou, seguindo-se do fascínio causado pelos vestidos de alta costura que a sua mãe desenhava.
Quando se mudou para Braga, ingressou na Escola Secundária Carlos Amarante, uma escola que se dedica ao ensino da arte. Foi através dos ensinamentos da Professora Maria de Lourdes Magalhães que concluiu Oficinas de Artes com nota máxima.
Aos treze anos de idade frequentou a Galeria Belo Belo, em Braga, despertando a atenção da Diretora Maria Fernanda Paes Moreira que o convidou para as inaugurações da galeria onde aproveitou para discutir as suas ideias com outros artistas, tendo sido com os seus conselhos que surgiu a decisão de fazer da pintura, o seu modo de vida.
Antes mesmo de se afirmar como artista, para apurar a sua técnica, retratava atrizes que admirava e reinterpretava obras clássicas. Nesta altura a delegação do Instituto Português da Juventude convidou-o para realizar uma mostra intitulada " Mulheres Fatais". Foi com esta mostra que a Diretora da Belo Belo o convidou a juntar-se a consagrados artistas na sua galeria, entre eles, Luís Pinto Coelho que abriu as portas do seu atelier de Madrid para o receber.

## Carreira
Ligou-se à Companhia de Teatro de Braga onde participou como ator em peças de palco e rua, neste contexto, iniciou-se na criação de figurinos, começando um notável percurso no mundo da alta-costura que cativou a Vice-presidente da Associação dos Criadores Têxteis de Madrid, Pepa Carrillo. Tendo como suporte esta sua nova vertente profissional, aceitou o convite das Jornadas Europeias do Património para desenvolver o projeto "À Memoria das Mulheres da Casa de Bragança".  O sucesso comercial desta iniciativa aliciou um dos compradores a convida-lo para executar todas as telas que decoram a Igreja de Frei Aleixo, em Évora.
Esgotado pelo acelerado ritmo do trabalho passou quatro anos sem mostrar a sua obra publicamente, no entanto, nunca deixando de pintar.
O primeiro convite para retratar o Papa João Paulo II surgiu em 2002, no entanto recusou, por se encontrar ainda a recuperar de uma exaustão e por ter iniciado uma caminhada espiritual. O seu regresso em 2004 é marcado com o retrato oficial do Papa João Paulo II, inaugurado durante a viagem a Braga do enviado especial do Vaticano, cardeal Eugênio de Araújo Sales, para assinalar os 150 anos da proclamação do Dogma da Imaculada Conceição de Maria e do primeiro centenário da Coroação da imagem de Nossa Senhora do Sameiro. Isto valeu-lhe uma carta de apreço do prelado, que lhe dirigiu "uma bênção particular". Também o Papa Bento XVI lhe endereçou umas palavras de estima depois de ter tomado conhecimento do Painel do Santuário do Sameiro intitulado "Salve Regina". As figuras sacras tornam-se intimas, mas nunca o impedindo de as interpretar com uma beleza quase cinematográfica.
Representou Portugal na Bienal de Florença de 2009 com o quadro da cantora pop Madonna, depois de se afirmar internacionalmente com o retrato oficial da actriz Nicole Kidman em 2008.
Depois de sete meses a retratar o Papa Francisco em 2014 o Sumo Pontífice recebe pessoalmente Casares e apresenta a obra de arte na Praça de São Pedro.. A partir de 2015 o retrato do Chefe da Igreja Católica está exposto na recém-inaugurada galeria dos Museus Vaticanos, que reúne retratos e objectos que pertenceram aos papas desde Julio II até Francisco.
Em 2019 Oscar Casares foi condecorado pela Academia Francesa de Artes, Ciências e Letras em Paris. Esta distinção valeu-lhe o reconhecimento do Presidente da Republica Portuguesa e dos Reis de Espanha..
Também foi distinguido pelo Município de Braga com «um voto de louvor» ao «referenciar um dos seus munícipes como figura de excelência e prestigio». 
Foi armado Cavaleiro Honorário da Real Ordem de São Miguel da Ala e Irmão Professo da Real Irmandade da Ordem de São Miguel da Ala da Diocese se São Tomé e Principe. A cerimónia teve lugar na Catedral de Santiago de Compostela pela ocasião do Ano do Jubileu de São Miguel da Ala (XACOBEU 2021 – 2022). (Ano do Jubileu concedido por Sua Santidade O Papa Francisco de 8 de Maio de 2021 a 29 de setembro de 2022).
Duas medalhas de ouro foram-lhe atribuídas em 2022, concretamente pela Renaissance Française e Société des Auteurs & Artistes Francophones..
O trabalho de Oscar esta representado em mais de trezentas colecções privadas espalhadas por todo o mundo, Austrália, Angola, Bélgica, Brasil, Espanha, Estados Unidos da América, França, Itália, Portugal, Reino Unido, Suíça e Vaticano.

## Projetos de beneficência

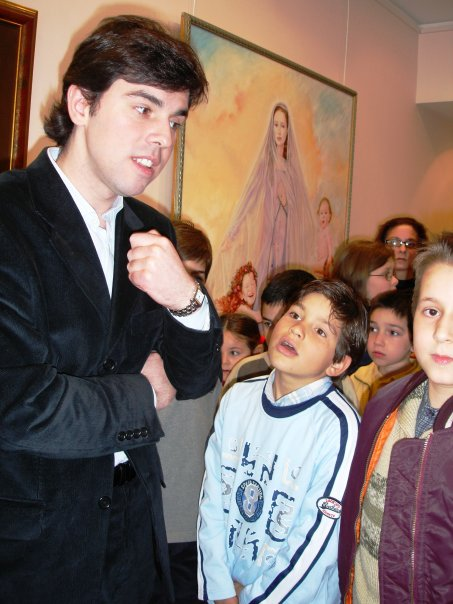
Oscar Casares em ação no projeto "Diário de um Sonho" em 2005.

Em setembro de 2000, Oscar promoveu no Grande Auditório do Parque de Exposições de Braga, um evento de alta costura cujo valor dos bilhetes reverteu para a Cruz Vermelha Portuguesa por forma a que esta instituição interviesse em território moçambicano a quando das cheias que assolaram aquele país.
Liderou e desenvolveu o Projecto "Diário de Um Sonho" (2005) onde pretendeu aproximar as crianças do mundo das artes contribuindo para o desenvolvimento da sua criatividade. Pretendeu também, sensibilizar a comunidade para o problema das crianças sem-abrigo. Oscar organizou exposições, conferencias, e uma viagem a Africa (2007), com a intenção de obter fundos e chamar a atenção para este problema social.

## Reconhecimento profissional
O escritor português de renome, valter hugo mãe (propositadamente escrito em minúsculas), dedica uma biografia a Oscar Casares onde esmiúça poeticamente detalhes da vida do pintor.
Refere-se ao painel Salve Regina que ocupa a parte atrás do altar da cripta do Santuário do Sameiro. Uma obra onde a Imaculada Conceição está rodeada de figuras basilares na história do Santuário.
"Buscando o lado superior da vida, as suas figuras ascendem à condição de outras figuras, dotadas de uma vida eterna igual, em todos os sentidos, à dos mitos da monarquia, do clero ou do cinema." - valter hugo mãe.

## Seleção de obras
- Eva, 1994
- Auto Retrato, 1995
- Como Enfrentar o Medo, 1996
- A Vienense, 1997
- Ao Entardecer, 1997
- O Beijo, 1998

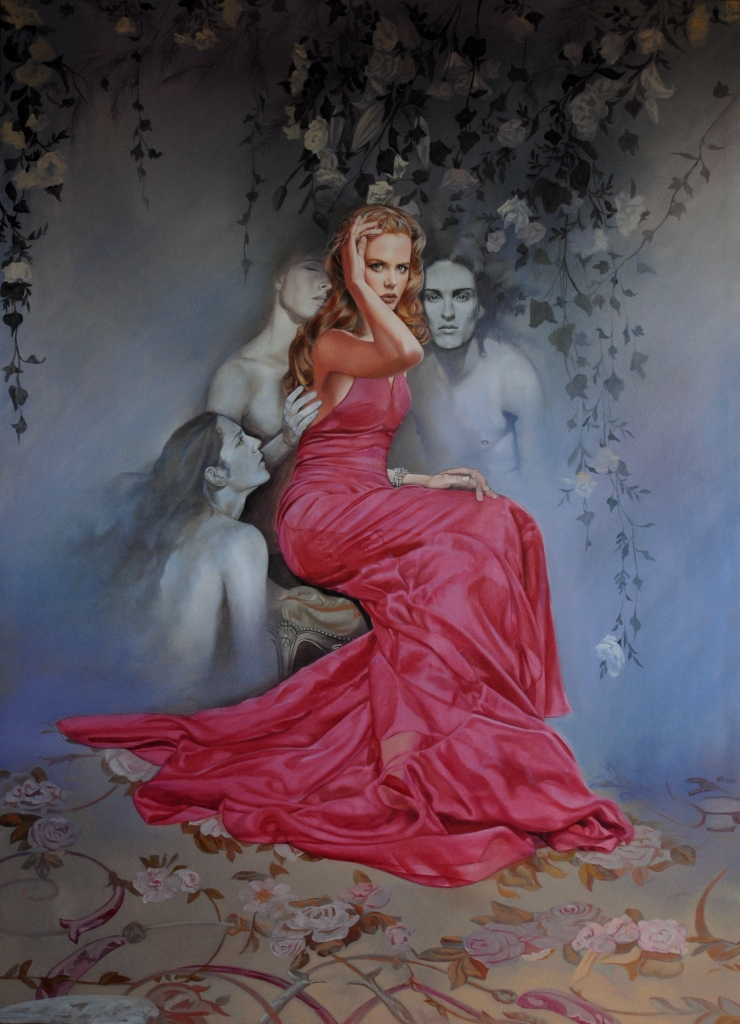
Nicole Kidman pintada por Oscar Casares, 2008.

- A Coroação da Inês de Castro; 1999
- Retrato de Sua Alteza Real Dona Isabel de Herédia, 2000
- As Duquesas de Bragança, 2001
- Senhora da Oliveira, 2001
- Os Sete Dons do Espirito Santo, 2002
- Pentecostes, 2003
- Ultimo Retrato Oficial de João Paulo II, 2004
- Painel Salve Regina, 2005/2006
- Senhora do Carmo Protetora dos Carmelitas, 2007/2008
- Retrato Oficial de Nicole Kidman, 2008
- Virtudes da Alma Eclipsadas pela Diva Madonna, 2009
- A Eucaristia, 2009
- Eterna Meditação, 2010
- Santa Maria de Braga, 2011
- Nossa Senhora com o Menino da Romã, 2012
- Souplesse, 2013
- Retrato de Sua Santidade Papa Francisco, 2013/2014
- Virgen Desatanudos de Galicia, 2014/2015
- El Niño de la rueca, 2016
- The Prince of India, 2016/2017
- Mater Dolorosa, 2017
- Retrato formal de Angelina Jolie, 2018/2019
- Corpore et anima, 2020/2022
- Canova inspiratione, 2021/2022
- Unguentum Dei, 2022
- Unguentum profanum, 2023

## Exposições
Expõe regularmente desde 1993, destacando-se entre as mais importantes:
- 1996: Exposição Itinerante Europeia - Bruxelas, Bélgica
- 1997: Exposição na Galeria do Museu Municipal de Vouzela Portugal
- 1998: "Viagens sobre a figura humana" - Mosteiro de São Martinho de Tibães - Braga, Portugal
- 1999: Museu Nogueira da Silva - Braga, Portugal
- 2000: Mostrou como ajudar as vítimas das cheias de Moçambique com projectos que também ajudaram crianças em risco - desde 2000 ate a presente data - Braga, Portugal
- 2000/2001: AYIC - Nova York, Estados Unidos da America
- 2001: "À Memoria das Mulheres da Casa de Bragança" - convidado pelas "Jornadas Europeias do Patrimonio" - Paço dos Duques de Bragança - Guimarães, Portugal
- 2001/2002: Igreja de Frei Aleixo - Évora, Portugal
- 2005/2006: Santuário do Sameiro em Braga, Portugal
- 2007/2008: Centro Internacional da Ordem dos Carmelitas - Fátima, Portugal
- 2009: Oscar foi convidado para a Segunda Exposição Internacional de Arte Contemporânea no Museu das Américas - Miami, Estados Unidos da America
- 2009: Biennal de Florença, Itália
- 2010: A Associação O Triangulo Dourado das Belas Artes, convidou Oscar Casares para participar na Feira Internacional de Arte - Taza, Marrocos
- 2010: That Gallery (Unwrap Your Mind Art Exhibition) - Hong Kong, China
- 2011: "A História da Natividade" - Mosteiro de São Martinho de Tibães - Braga, Portugal
- 2012/2013: Exposição de pintura e alta costura intitulada "Artes de Mãos Dadas" - Museu Pio XII - Braga, Portugal
- 2015: Galeria dos retratos dos Pontífices - Museus Vaticanos / Palácio Apostólico do Castel Gandolfo - Roma, Itália
- 2015: Santuario de Nuestra Señora de O Corpiño - Galiza, Espanha
- 2016: Catedral de Lugo, Espanha
- 2017: Museu "Memorias do Sameiro" - Braga, Portugal
- 2017: "Le Soleil Noir" - Evento e exposição comemorativa dos 25 anos de Carreira - Mosteiro de São Martinho de Tibães - Braga, Portugal

## Prémios
Recebeu em 1996 o segundo prémio Europeu pelo quadro "Como Enfrentar o Medo" e em 1997 o Prémio Europeu de Pintura - "Comunidade Europeia" - Bruxelas, Bélgica.